# Giana Sisters: Twisted Dreams
Giana Sisters: Twisted Dreams (precedentemente conosciuto come Project Giana) è un videogioco a piattaforme sviluppato dalla Black Forest Games per Windows. È il seguito del videogioco del 1987 per Commodore 64 Great Giana Sisters e del remake del 2009 Giana Sisters DS. Il videogioco è stato finanziato dalle donazioni dei fan del sito web Kickstarter, attraverso il quale sono stati raggiunti 150000 dollari. Oltre alla versione per Windows, è stata rilasciata anche una versione per Xbox 360, PlayStation 3 e Wii U, distribuite attraverso i servizi digitali Xbox Live, PlayStation Network e Nintendo eShop.